# Европско првенство у атлетици на отвореном 1990 — 100 метара препоне за жене
Трка на 100 метара са препонама у женској конкуренцији на Европском првенству у атлетици 1990. у Сплиту одржана је 29. и 30. августа на стадиону Пољуд.
Титулу освојену 1986. у Штутгарту, није бранила светска рекордерка Јорданка Донкова из Бугарске.

## Земље учеснице
Учествовала је 20 такмичарка из 10 земаља. 
1. Белгија (1)
2. Бугарска (1)
3. Грчка (1)
4. Западна Немачка (2)
5. Источна Немачка (3)
6. Југославија (1)
7. Совјетски Савез (3)
8. Уједињено Краљевство (3)
9. Француска (3)
10. Шпанија (2)

## Рекорди
| Рекорди пре почетка Европског првенства 1990. | Рекорди пре почетка Европског првенства 1990. | Рекорди пре почетка Европског првенства 1990. | Рекорди пре почетка Европског првенства 1990. | Рекорди пре почетка Европског првенства 1990. | Рекорди пре почетка Европског првенства 1990. |
| --------------------------------------------- | --------------------------------------------- | --------------------------------------------- | --------------------------------------------- | --------------------------------------------- | --------------------------------------------- |
| Светски рекорд                                | Јорданка Донкова                              | Бугарска                                      | 12,21                                         | Стара Загора, Бугарска                        | 20. август 1988                               |
| Европски рекорд                               | Јорданка Донкова                              | Бугарска                                      | 12,21                                         | Стара Загора, Бугарска                        | 20. август 1988                               |
| Рекорди Европских првенстава                  | Јорданка Донкова                              | Бугарска                                      | 12,38                                         | Штутгарт, Западна Немачка                     | 29. август 1986.                              |
| Светски рекорд сезоне                         | Наталија Григорјева                           | Совјетски Савез                               | 12,53                                         | Кијев, СССР                                   | 5. јул                                        |
| Европски рекорд сезоне                        | Наталија Григорјева                           | Совјетски Савез                               | 12,53                                         | Кијев, СССР                                   | 5. јул                                        |

## Најбољи резултати у 1990. години
Најбрже европске атлетичарке 1990. године на 100 метара са препонама пре почетка европског првенства (26. августа 1990) заузимале су следећи пласман на европској и светској ранг листи (СРЛ).
| 1.  | Наталија Григорјева | Совјетски Савез | 12,53 | 5. јул     | 1. СРЛ  |
| 2.  | Моник Еванже-Епе    | Француска       | 15,56 | 29. јун    | 2. СРЛ  |
| 2.  | Гинка Загорчева     | Бугарска        | 12,61 | 18. август | 3. СРЛ  |
| 4.  | Михаела Погачан     | Румунија        | 12,62 | 19. август | 4. СРЛ  |
| 5.  | Лудмила Енквист     | Совјетски Савез | 12,64 | 19. август | 5. СРЛ  |
| 6.  | Глорија Зиберт      | Источна Немачка | 12,65 | 17. јун    | 6. СРЛ  |
| 7.  | Лидија Јуркова      | Совјетски Савез | 12,66 | 5. јул     | 7. СРЛ  |
| 8.  | Корнелија Ошкенат   | Источна Немачка | 12,68 | 17. јун    | 8. СРЛ  |
| 9.  | Кристин Пацвал      | Источна Немачка | 12,80 | 16. јун    | 10. СРЛ |
| 10. | Габријеле Липе      | Западна Немачка | 12,82 | 12. август | 11. СРЛ |
|     |                     |                 |       |            |         |
|     | Бригита Буковец     | Југославија     |       |            |         |

Такмичарке чија су имена подебљана учествовале су на ЕП.

## Освајачи медаља
|                            |                                |                                |
| Моник Еванже-Епе Француска | Глорија Сајбер Источна Немачка | Лидија Јуркова Совјетски Савез |

## Резултати

### Квалификације
Одржано 29. августа. За полуфинале су се квалификовле по четири првопласиране из све три квалификационе групе (КВ), и 4 на основу постигнутог резултата (кв).
ветар: 1. група 0,5 м/с; 2. група 0,2 м/с; 3. група -0,8 м/с
| Место | Група | Атлетичарке            | Земља                | Резултат | Белешка |
| ----- | ----- | ---------------------- | -------------------- | -------- | ------- |
| 1.    | 1     | Наталија Григорјева    | Совјетски Савез      | 12,81    | КВ      |
| 2.    | 1     | Гинка Загорчева        | Бугарска             | 12,82    | КВ      |
| 3.    | 1     | Кристин Пацвал         | Источна Немачка      | 12,97    | КВ      |
| 4.    | 2     | Моник Еванже-Епе       | Француска            | 12,72    | КВ      |
| 5.    | 2     | Људмила Нарожиленко    | Совјетски Савез      | 12,78    | КВ      |
| 6.    | 2     | Корнелија Ошкенат      | Источна Немачка      | 12,97    | КВ      |
| 7.    | 3     | Глорија Зиберт         | Источна Немачка      | 12.74    | КВ      |
| 8.    | 3     | Лидија Јуркова         | Совјетски Савез      | 12,77    | КВ      |
| 9.    | 1     | Габријеле Липе         | Западна Немачка      | 13,01    | КВ      |
| 10.   | 1     | Lesley-Ann Skeete      | Уједињено Краљевство | 13,07    | кв      |
| 11.   | 1     | Ан Пикро               | Француска            | 13,18    | кв      |
| 12.   | 2     | Кеј Морли              | Уједињено Краљевство | 13,21    | КВ      |
| 13.   | 3     | Кристин Иртлен         | Француска            | 13,23    | КВ      |
| 14.   | 3     | Параскеви Патулиду     | Грчка                | 13,36    | КВ      |
| 15.   | 1     | Марија Хосе Мардоминго | Шпанија              | 13,41    | кв      |
| 16.   | 3     | Бригита Буковец        | Југославија          | 13,46    | кв      |
| 17.   | 2     | Sylvia Dethiér         | Белгија              | 13,51    |         |
| 18.   | 2     | Клаудија Заскијевич    | Западна Немачка      | 13,55    |         |
| 19.   | 3     | Ана Баренечеа          | Шпанија              | 13,85    |         |
| —     | 3     | Jackie Agyepong        | Уједињено Краљевство | НЗ       |         |

### Полуфинале
Такмичење је одржано 29. августа. У финале су се пласиреле четири првопласиране такимичарке из обе полуфиналне групе (КВ).

ветар:1. пф 0,3 м/с: 2. пф 1,1 м/с
| Место | ПФ | Атлетичарка            | Земља                | Резултат | Белешка |
| ----- | -- | ---------------------- | -------------------- | -------- | ------- |
| 1.    | 2  | Моник Еванже-Епе       | Француска            | 12,66    | КВ      |
| 2.    | 1  | Глорија Зиберт         | Источна Немачка      | 12,75    | КВ      |
| 3.    | 1  | Људмила Нарожиленко    | Совјетски Савез      | 12,78    | КВ      |
| 4.    | 2  | Гинка Загорчева        | Бугарска             | 12,81    | КВ      |
| 5.    | 2  | Лидија Јуркова         | Совјетски Савез      | 12,81    | КВ      |
| 6.    | 1  | Габријеле Липе         | Западна Немачка      | 12,92    | КВ      |
| 7.    | 1  | Корнелија Ошкенат      | Источна Немачка      | 12,93    | КВ      |
| 8.    | 1  | Наталија Григорјева    | Совјетски Савез      | 12,98    |         |
| 9.    | 2  | Кристин Пацвал         | Источна Немачка      | 13,02    | КВ      |
| 10.   | 1  | Кристин Иртлен         | Француска            | 13,03    |         |
| 11.   | 2  | Параскеви Патулиду     | Грчка                | 13,07    |         |
| 12.   | 2  | Ан Пикро               | Француска            | 13,08    |         |
| 13.   | 1  | Кеј Морли              | Уједињено Краљевство | 13,22    |         |
| 14.   | 2  | Lesley-Ann Skeete      | Уједињено Краљевство | 13,37    |         |
| 15.   | 2  | Марија Хосе Мардоминго | Шпанија              | 13,40    |         |
| 16.   | 1  | Бригита Буковец        | Југославија          | 13,46    |         |

### Финале
Финале одржано 30. августа.

ветар: -0,9 м/с
| Пласман | Атлетичарка         | Земља           | Резултат | Белешка |
| ------- | ------------------- | --------------- | -------- | ------- |
|         | Моник Еванже-Епе    | Француска       | 12,79    |         |
|         | Глорија Зиберт      | Источна Немачка | 12,91    |         |
|         | Лидија Јуркова      | Совјетски Савез | 12,92    |         |
| 4       | Корнелија Ошкенат   | Источна Немачка | 12,94    |         |
| 5       | Људмила Нарожиленко | Совјетски Савез | 12,97    |         |
| 6       | Гинка Загорчева     | Бугарска        | 13,02    |         |
| 7       | Кристин Пацвал      | Источна Немачка | 13,25    |         |
| 8       | Габријеле Липе      | Западна Немачка | НЗ       |         |